# Marcelo H. del Pilar
Marcelo Hilario del Pilar y Gatmaitan (født 30. august 1850, død 4. juli 1896) var en filippinsk nationalist og den mest fremtrædende fortaler for reformerne på Filippinerne under den spanske kolonitid.